# Тонатиу (звезда)
Это статья о звезде. Статью об ацтекском божестве см. Тонатиу.

Тонатиу (ранее HD 104985) — звезда, находящаяся в созвездии Жирафа на расстоянии около 332,6 световых лет от Солнца. Вокруг звезды обращается, как минимум, одна планета.

## Характеристики
Тонатиу представляет собой звезду 5,78 видимой звёздной величины, которую можно наблюдать невооружённым глазом. Впервые упоминается в каталоге Генри Дрейпера, составленном в начале XX века. Это жёлтый гигант, имеющий массу и радиус, равные 10,87 и 1,6 солнечных соответственно. Температура её поверхности составляет около 4877 кельвинов. Светимость звезды превосходит солнечную в 59 раз. Возраст HD 104985 оценивается приблизительно в 3,1 млрд лет.

## Название
В 2015 году Международный астрономический союз провёл голосование, где выбирались названия для 14 звёзд и 31 экзопланеты вокруг них. Было решено переименовать HD 104985 в «Тонатиу» в честь ацтекского бога Солнца. Её планету, HD 104985 b, переименовали в «Мецтли» в честь ацтекского бога Луны.

## Планетная система
В 2003 году было объявлено об открытии планеты HD 104985 b в системе. Она имеет массу, равную 8,3 массы Юпитера и совершает один оборот вокруг родительской звезды за 199,5 суток. Орбита планеты находится на расстоянии 0,95 а.е. от родительской звезды. Открытие было совершено методом доплеровской спектроскопии.
| Название (по порядку от звезды) | Масса  | Радиус | Большая полуось, а. e. | Период обращения, дни | Эксцентриситет |
| ------------------------------- | ------ | ------ | ---------------------- | --------------------- | -------------- |
| Мецтли                          | 8,3 MJ | —      | 0,95                   | 199,505               | 0,09           |